# Sarban-Minarett
Das Sarban-Minarett (persisch مناره ساربان [mɛnɑɾɛ sɑɾbɑn]) ist ein historisches Minarett in Isfahan, Iran. Das Minarett stammt aus der Seldschuken-Ära. Es liegt im Norden des Dschuybare-Viertels in der Nähe des Tschehel Dochtaran-Minaretts. Anscheinend gab es vorher in der Nachbarschaft des Minaretts eine Moschee aber heute existiert diese nicht mehr.
Das Minarett hat zwei Kronen. Dieses hohe Minarett ist nach Westen geneigt. Auf den Inschriften am Minarett ist das Baudatum nicht erwähnt. Es ist mit 54 Metern Höhe das höchste historische Minarett in der Provinz Isfahan.